# Ildefonso Murguía Anze
Ildefonso Murguía Anze (Oruro, 1838 - Oruro, 1901) fue un militar y héroe boliviano que comandó la batalla del Alto de la Alianza el 26 de mayo de 1880 durante la Guerra del Pacífico.

## Biografía
Nació en Oruro, Bolivia el 23 de enero de 1838. En su juventud se dedicó a la minería. Participó de la revolución del 8 de septiembre de 1857 por la que asumió la presidencia José María Linares, quien ascendió a Murgía a Capitán.
Con el General José María de Achá fue resultan vencedores en la batalla de San Juan, en la que fue derrotado el general Gregorio Pérez, asumiendo el gobierno el General Achá, quien nombra a Ildefonso Murguía comandante general de Potosí y más adelante comandante de la 2.ª División de Ejército.
Fue ascendido al grado de coronel por el general Mariano Melgarejo, participó en el derrocamiento de Tomás Frías, durante el Gobierno de Hilarión Daza es nombrado Comandante del Batallón 1.º de Línea (Colorados) el 17 de enero de 1876.
Durante la campaña de la Guerra del Pacífico, Ildefonso Murguía comandó a los Colorados de Bolivia en la batalla del Alto de la Alianza el 26 de mayo de 1880, donde daría el grito "Rotos de espantajo, agarrarse los calzones que ahora entran los Colorados de Bolivia". Derrotado el ejército boliviano, Ocho sobrevivientes del Batallón Colorados de Bolivia fueron condenados a muerte por fusilamiento y su comandante condenado al olvido, muriendo prisionero en el ostrascismo.

## Reconocimiento Póstumo
Mediante Ley N.º  2922 de 15 de diciembre de 2004, el coronel Ildefonso Murguía Anze fue declarado Héroe Nacional de Bolivia y se dispuso su ascenso póstumo al grado de General de la República, en mérito al nombramiento de comandante general de la División de Reserva, en la Batalla de El Alto de la Alianza.